# Фассбиндер (фильм)
«Фассбиндер» (нем. Enfant Terrible) — художественный фильм режиссёра Оскара Рёлера о немецком радикальном режиссёре Райнере Вернере Фасбиндере, который вошел в конкурсную программу несостоявшегося Каннского кинофестиваля 2020 года. Мировая премьера фильма состоялась 24 сентября 2020 года, а вслед за тем (в ноябре 2020 года) и в России.

## Сюжет
Когда 22-летний Райнер Вернер Фасбиндер дебютировал со своей первой постановкой на сцене небольшого театра, никто и представить не мог, что этот наглый молодой бунтарь станет одним из самых важных послевоенных немецких режиссёров. Несмотря на ранние неудачи, многие из его фильмов попадают на самые известные кинофестивали, и вызывают бурную реакцию и споры среди критиков и режиссёров. Его радикальные взгляды, самоэксплуатация и жажда познания любви сделали его одним из самых интересных режиссёров своего времени.

## В ролях
| Актёр          | Роль                    |
| -------------- | ----------------------- |
| Оливер Мазуччи | Райнер Вернер Фасбиндер |
| Гари Принц     | Курт Рааб               |
| Катя Риман     | Гудрун Энслин           |
| Эрдал Йильдиз  | Эль Хеди Бен Салем      |
| Маркус Херинг  | Пеер Рабен              |
| Андре Хеннике  | Фолькер Шпенглер        |